# 유홍준 (시인)
유홍준(1962년 ~ )은 대한민국의 시인이다. 1962년 경상남도 산청에서 태어났다. 2005년 제1회 한국시인협회 「젊은 시인상」, 2007년 제1회 「시작문학상」, 제2회 「이형기문학상」, 2012년 제2회 농어촌문학상(시부문)을 수상했다.

## 약력
1998년 《시와반시》 신인상에 〈수평선을 밀다〉 등의 시가 당선되어 등단하였다. 2005년 제1회 한국시인협회 「젊은 시인상」, 2007년 제1회 「시작문학상」, 제2회 「이형기문학상」, 2012년을 제2회 농어촌문학상(시부문)을 수상했다.

## 수상
- 2003년 제1회 한국시인협회 「젊은 시인상」
- 2007년 제1회 「시작문학상」
- 2007년 제2회 「이형기문학상」
- 2012년 제2회 「농어촌문학상」(시부문)
- 2013년 「소월시문학상」

## 저서

### 시집
- 《喪家에 모인 구두들》(실천문학사, 2004)
- 《나는, 웃는다》(창비, 2006)
- 《저녁의 슬하》(창비, 2011)